# Jeanne Marni
Jeanne Marni o J. Marni (1854-1910), conocida como Jeanne-Marie-Francoise Barousse o Madame Marnière, fue una escritora francesa. Escribió novelas, obras de teatro y artículos periodísticos. A pesar de publicar un cuento a sus tan solo ocho años, el resto de sus obras se publicaron a partir de 1885, al quedarse viuda. Conocida por su seudónimo J. Marni, escribió varias novelas con características típicas de la literatura francesa, siendo las más conocidas La Femme de Silva, L'Amour Coupable, Papote, La Princesse Sablina. Otras de sus obras, traducidas a numerosos idiomas como el inglés, son Françoise, Reaction, Le Veilleur y La Piece do Vin. Se inspiró en temas que consideraba repugnantes para una mujer de su tiempo y escribió Vieilles. La mayoría de sus obras son estudios psicológicos, análisis de las pasiones humanas. Tuvo un gran éxito en Francia.

## Biografìa

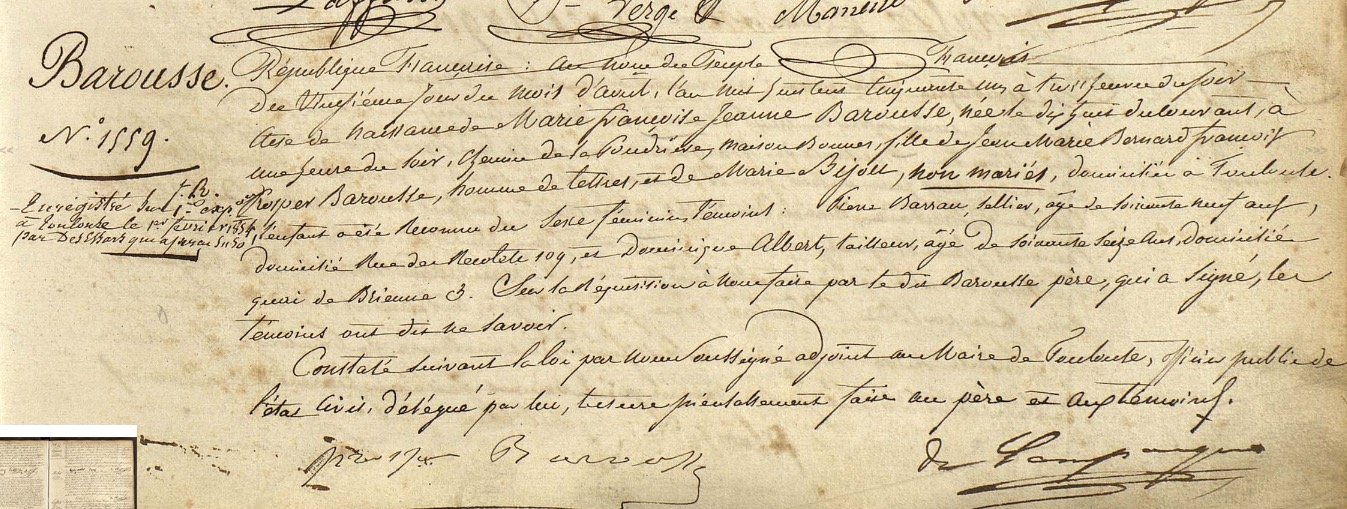
Certificado de nacimiento oficial de Jeanne Barousse

Nació en Toulouse en 1854. Hija de una "mujer de letras", se formó como actriz.
En 1871, se casó con Victor Désiré Marnière. Tras su muerte en 1880, Marni comenzó a escribir obras de teatro y novelas.
Trato temas que eran inusuales para una mujer y escritora de su tiempo. La mayoría de sus trabajos son estudios psicológicos, análisis de pasiones humanas. Como su vida activa en París le resultaba difícil debido a su mala salud, regresaba periódicamente  a su villa en Cannes, donde vivía y trabajaba nueve meses al año. Su trabajo se publicó en los periódicos franceses Le National, Le Petit Journal, L'Echo de Paris y Le Journal. Tras esto escribió una extensa novela titulada L’Une et l’autre.
Fue también  la editora de la revista Femina y se caracterizaba por ser una trabajadora entusiasta que escribía un buen número de páginas al día.
Jeanne Marni fue condecorada con la Legión de Honor por su trabajo como podemos leeren numerosos diarios que comentan este evento: “El Gobierno de la República ha acordado condecorar son la Legión de Honor á las famosas artistas francesas Madam Réjane, Sarah Bernhardt, Jeanne Marni, Marcelle Tisstres, G.Payrebrave y condesa de Noailles. Hasta ahora, el Gobierno frances sólo había condecorado con la Legión de Honor a las religiosas, como homenaje y premio á una vida de heroísmo, sacrificio y virtud.” El Globo (Madrid. 1875). 15/7/1906, nº 11.154, page 2.
En lo que se refiere al drama, Marni contribuyó con un gran número de obras de teatro como son L'Aile, La Coopérative, L'heureux Auteur, y dos obras de considerable importancia: Manoune (1901) y Le Joug (1902). Escribió, en colaboración con Camille Mauclair, una comedia en cuatro actos, La Montée. Produjo una serie de escenas dialogadas del género  practicado por de Gyp y Henri Lavedan. Fueron obras breves, incisivas e irónicas que caracterizaban a una persona o representaban una situación concreta. Entre las mejores encontramos Vacances, Acquitté o Premier Jeudi. En sus novelas, Marni mostró de manera audaz y cruel las debilidades, la cobardía y las penas de la "mujer eterna". Sin embargo, sus esfuerzos no pudieron impedir que tardara más en llegar el esperado éxito de sus primeras novelas: La Femme de Silva, Amour coupable, Comment elles se donnent, Comment elles nous lâchent y Les Enfants qu'elles ont. Su momento llegócuando escribió la novela  Le Livre d'une amoureuse y Pierre Tisserand. Las dos muestran la angustia que siente una mujer enamorada apasionadamente de un hombre y que es incapaz de inspirarlo con un amor profundo y fiel. Marni no fue indulgente con las debilidades de la humanidad masculina ni con los pequeños vicios de los hombres, siendo capaz de denunciarlos de manera eficaz. Se podría decir que experimentaba  una alegría vengativa al hacerlo.
Una escritora del periódico Le Figaro dijo de ella en marzo de 1907:
“Jeanne Marni es totalmente diferente de lo que esperamos de una mujer de letras. Es guapa, bien conocida por su gran cantidad de cabellos blancos. Sus mejillas son rosadas, sus ojos  soñadores, su sonrisa llena de encanto y su traje siempre tiene un color sobrio y un material  suave. Lo más sorprendente de ella es que, aunque se ha ganado un lugar importante en la  literatura contemporánea, es profunda, absoluta y dulcemente femenina. Como amiga es de confianzia, cordial e indulgente. Es una buena confidente y, por eso, descubre muchos secretos. Su conocimiento íntimo del corazón humano la ha convertido en una filósofa  bastante cínica, pero sin amargura, porque está dotada de un excelente sentido del humor ".
Jeanne Marni pasó los últimos años de su vida en su gran casa blanca, que se encontraba en el camino de Vallauris. Jeanne Marni murió en los brazos de su hija en marzo de 1910, la señora Emmy Fournier, una mujer enérgica e inteligente, apasionada por el bien social.

## Obras
1887 :   La Femme de Silva
1889 :   Amour coupable
1889 :   Princesse Sablina, cuento       
1895 :   Comment elles se donnent
1896 :   Comment elles nous lâchent
1897 :   Les Enfants qu'elles ont
1898 :   Fiacres
1899 :   Celles qu’on ignore
1900 :   À table
1901 :   Vieilles
1901 :   Manoune, comedia       
1901:    L’heureux auteur, comedia       
1902 :   L’Aile
1903:    Le joug, comedia       
1903:    La coopérative, comedia       
1903:    César, comedia       
1904:    Le livre d’une amoureuse
1906:    Théâtre de Madame, antología      
1907:    Les femmes cochères, diálogo       
1907:    Pierre Tisserand, novela       
1909:    L'Une et l'autre, novela      
1909:    Souffir, novela